# Rue de Venise (Reims)
Pour les articles homonymes, voir Rue de Venise.
La rue de Venise est une voie de la commune française de Reims, située dans le département de la Marne (département), en région Grand Est.

## Situation et accès
Débutant au boulevard Paul-Doumer elle aboutit rue Gambetta.
La voie est à double sens et en descente vers la Vesle.

## Origine du nom
Son nom s’expliquerait par les nombreux bras de la Vesle qui le parcouraient, pour en rejoindre le cours principal après avoir irrigué les jardins maraîchers de la Couture.

## Historique
Elle porte ce nom depuis le Moyen Âge, période pendant laquelle elle traversait des jardins dans lesquels la rivière Vesle serpentait et formait de nombreux bras. En 1205, l'archevêque de Reims, Guillaume aux Blanches Mains, demande que soient effectués des travaux d'assainissement du quartier, afin de drainer et lotir cet endroit considéré comme fétide.

## Bâtiments remarquables et lieux de mémoire
- Le Lycée Saint-Joseph de Reims et sa chapelle.

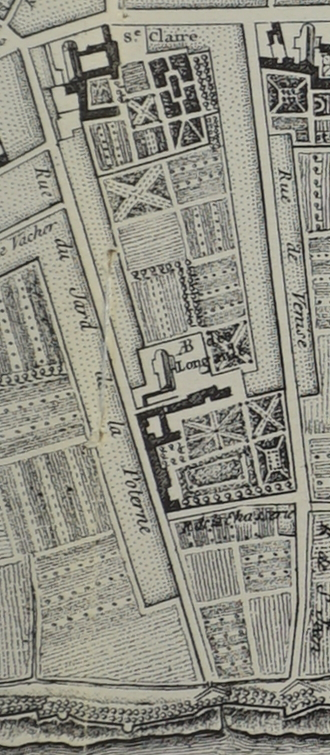
La rue de Venise en 1775,
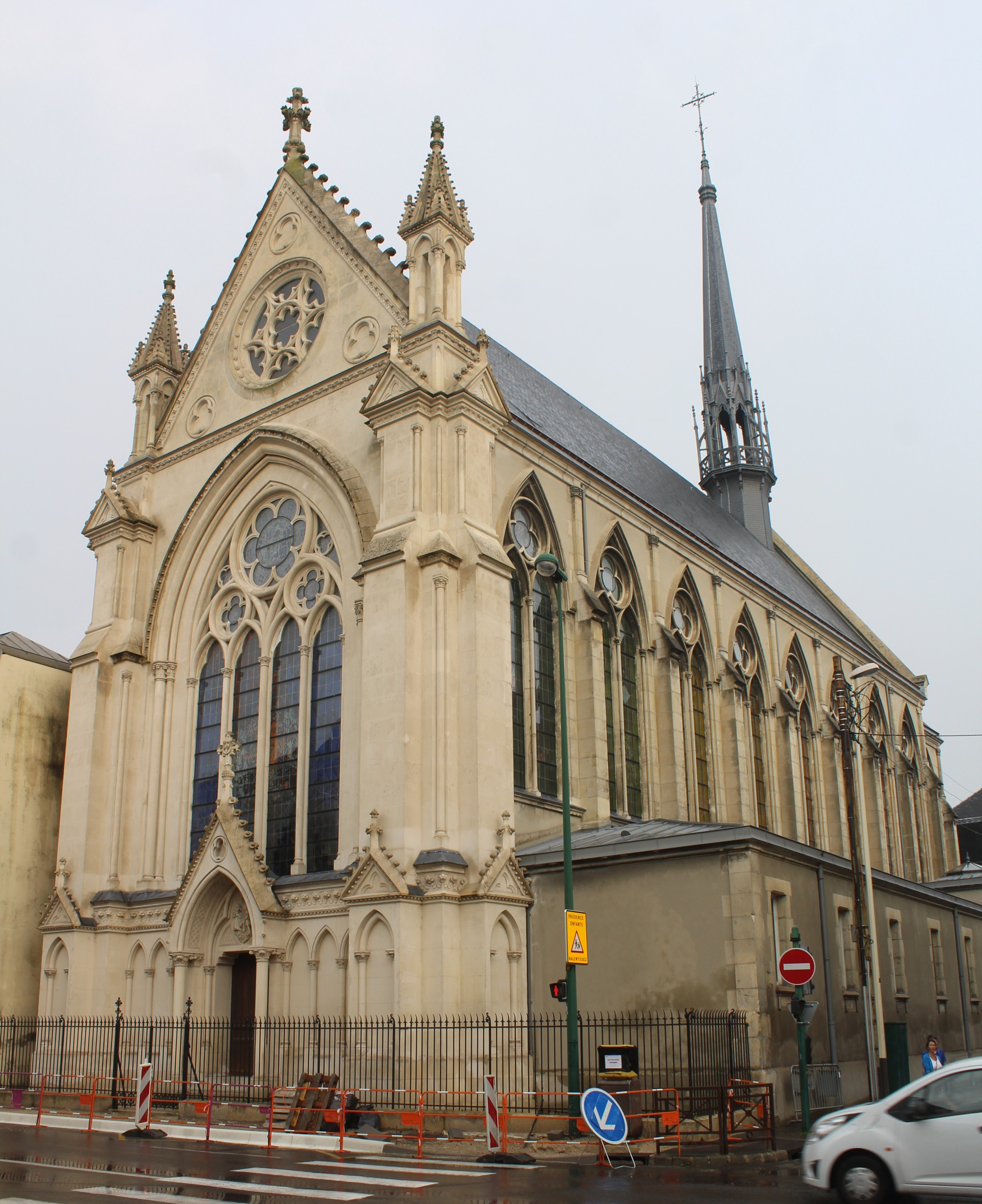
Au 37 Bis, la Chapelle Saint-Joseph,
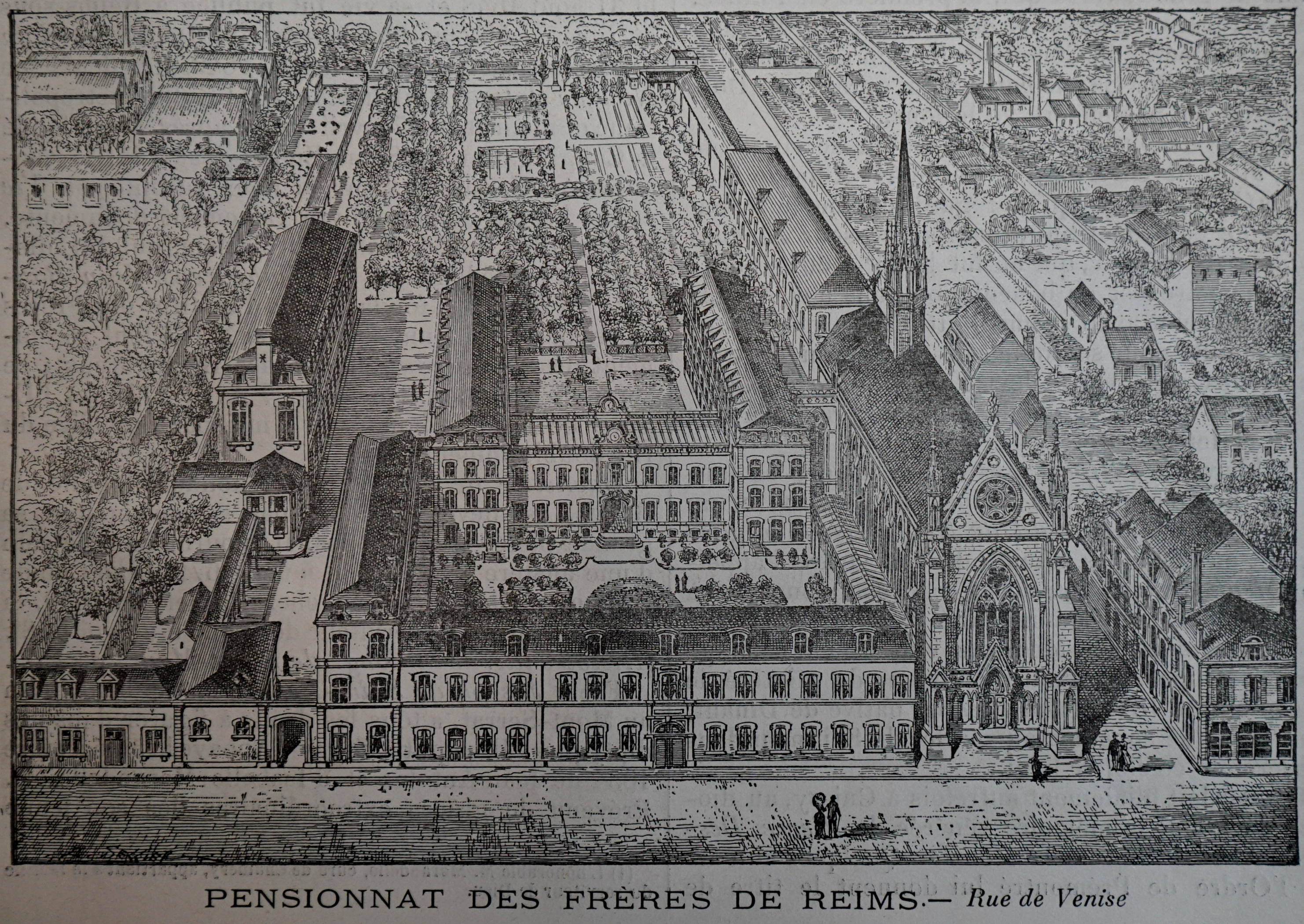
passant devant l'institution st-Joseph, début XXe,
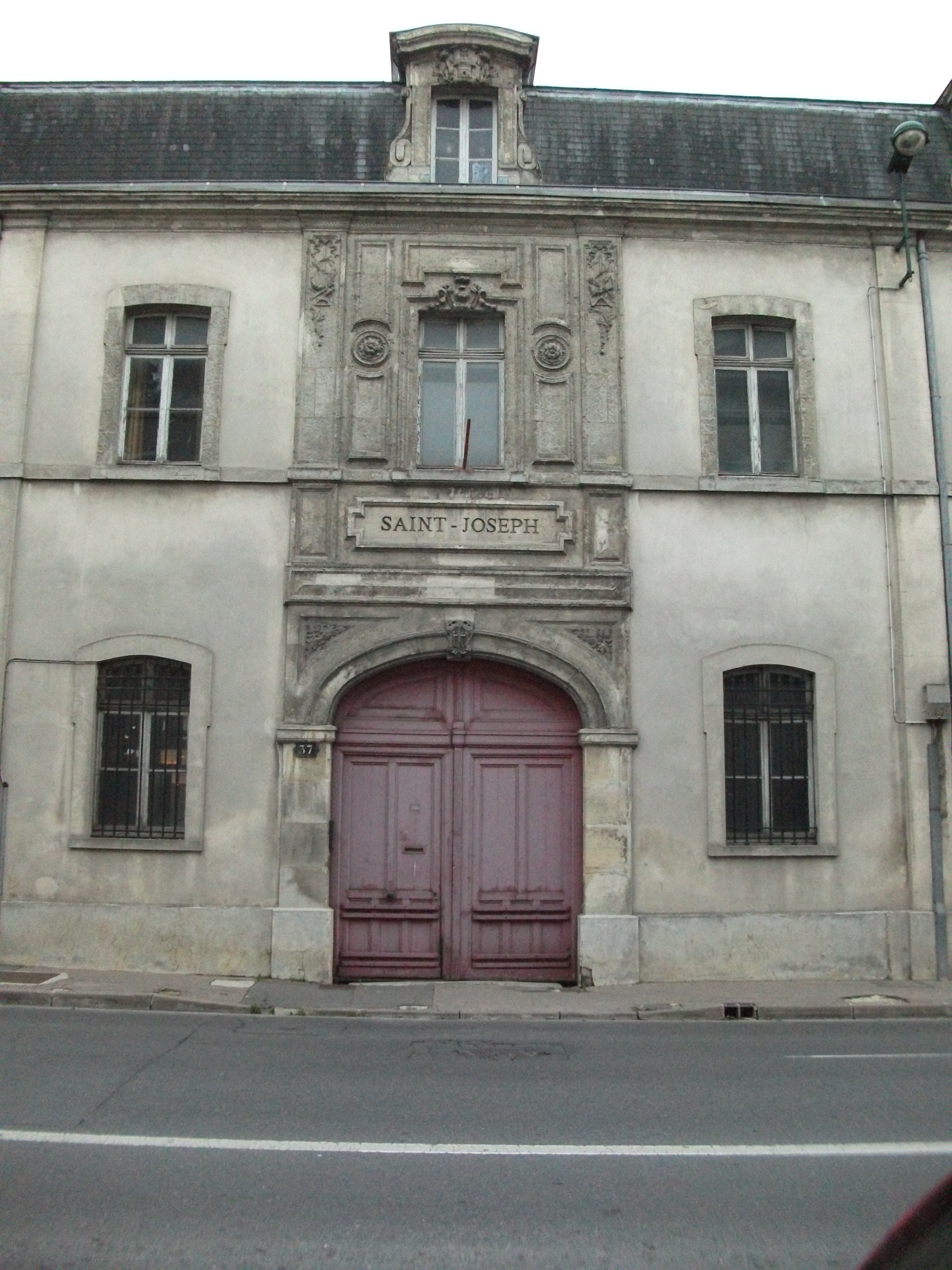
Au 37, entrée rue de Venise du lycée-Saint-Joseph.